# Tenaka
Die Tenaka ist eine ehemalige Fähre der kanadischen Reederei BC Ferries.

## Geschichte
Das Schiff wurde 1964 unter der Baunummer 107 auf der Werft Victoria Machinery Depot in Victoria gebaut. Es wurde vom British Columbia Ministry of Transportation and Highways als Comox Queen in Dienst gestellt. Ab März 1965 verkehrte die Fähre über die Straße von Georgia auf der Strecke zwischen Powell River und Little River auf Vancouver Island. Schon nach wenigen Jahren war die Kapazität der Fähre für die Nachfrage im Sommerhalbjahr zu klein, so dass sie von der Queen of the Islands von BC Ferries unterstützt werden musste. 1976 wurde sie schließlich auf der Strecke von der 1947 gebauten Sechelt Queen ersetzt, die das British Columbia Ministry of Transportation and Highways von BC Ferries übernommen hatte.
1977 wurde die Fähre in Tenaka umbenannt (nach einem Fluss in British Columbia). Ab 1979 verkehrte sie zwischen Port McNeill auf Vancouver Island und Sointula auf Malcolm Island bzw. Alert Bay auf Cormorant Island und ersetzte hier die Nimpkish.
1985 übernahm BC Ferries im Zusammenhang mit der Übernahme des Fährverkehrs vom British Columbia Ministry of Transportation and Highways auch die Tenaka. In der Folge wurde die Fähre auf der Strecke von Port McNeill durch die Quadra Queen II ersetzt. BC Ferries setzte die Tenaka nun auf verschiedenen Routen ein, darunter von Swartz Bay im Südosten von Vancouver Island zu den südlichen Gulf Islands. 1994 wurde sie auf die Strecke zwischen Heriot Bay auf Quadra Island und Whaletown auf Cortes Island verlegt, wo sie erneut die Nimpkish ersetzte.
Ende 2014 wurde die Fähre von BC Ferries außer Dienst gestellt und im April 2016 an Lady Rose Marine Services in Port Alberni auf Vancouver Island verkauft. Lady Rose Marine Services wollte die Fähre auf dem Alberni Inlet und nach Bamfield bzw. Ucluelet einsetzen. Die Pläne ließen sich jedoch nicht verwirklichen, so dass Lady Rose Marine Services das Schiff 2021 nach Alaska verkaufte.

## Technische Daten und Ausstattung
Das Schiff wird von zwei Caterpillar-Dieselmotoren mit 1642 PS Leistung angetrieben, die auf zwei Propeller wirken.
Die Fähre verfügt über ein durchlaufendes Fahrzeugdeck mit drei baulich voneinander getrennten Fahrspuren. Diese sind im mittleren Bereich von den Decksaufbauten überbaut. Über den beiden äußeren Fahrspuren befindet sich jeweils ein Aufenthaltsraum mit Sitzgelegenheiten für die Passagiere. Im hinteren Bereich befinden sich ebenfalls mit Sitzgelegenheiten ausgestattete, offene Decksbereiche. Oberhalb dieses Decks befindet sich ein weiteres Deck mit einem mit Sitzgelegenheiten ausgestatteten Aufenthaltsraum für Passagiere. Dieses Deck überbaut den mittleren Teil der mittleren Fahrspur. Darüber befindet sich die Brücke.
Die nutzbare Durchfahrtshöhe auf den beiden seitlichen Fahrspuren beträgt 2,13 m und auf der mittleren Fahrspur 4,27 m. Das Fahrzeugdeck ist über landseitige Rampen zugänglich. Auf dem Fahrzeugdeck können 30 Pkw befördert werden. Die Passagierkapazität betrug 244 Personen. Für den Betrieb des Schiffes waren dann acht Besatzungsmitglieder erforderlich. Vielfach wurde die Fähre mit einer Kapazität von maximal 150 Personen betrieben. Dabei reduzierte sich die Anzahl der benötigten Besatzungsmitglieder auf sechs Personen. Ab 2013 waren noch 100 Personen an Bord zugelassen (inklusive der Besatzung).
An Bord stehen Automaten mit Snacks und Getränken zur Verfügung.